# 阿金 (葡萄牙)
阿金 (葡萄牙)是葡萄牙阿威罗区的一个堂区。总面积6.82平方公里，总人口1227人，人口密度179.9人/平方公里。